# Maksymilian Pora
Maksymilian Pora (ur. 22 sierpnia 1914  w Ostrowie, zm. ?) – uczestnik II wojny światowej, oficer aparatu bezpieczeństwa PRL.

## Życiorys
Był synem Antoniego i Agnieszki Porów. W czasie II wojny światowej dowódca kompanii w  1 Brygadzie AL im. Ziemi Kieleckiej. Funkcjonariuszem Miejskiego Urzędu Bezpieczeństwa Publicznego w Kielcach został 18 stycznia 1945. Następnie w Wojewódzkim Urzędzie Bezpieczeństwa Publicznego w Kielcach pełnił funkcję dowódcy Batalionu Operacyjnego i starszego referenta w Wydziale do Walki z Bandytyzmem. Biorąc udział w walce z „bandami i reakcyjnym podziemiem” uczestniczył w potyczce pod Kotkami stoczonej przez siły aparatu bezpieczeństwa  z oddziałem Narodowych Sił Zbrojnych. Następnie pracował w PUBP i WUBP w Białymstoku, PUBP w Augustowie i WUBP w Zielonej Górze. Służbę zakończył 31 grudnia 1954.